# Kwas tellurowodorowy
Kwas tellurowodorowy, H
2Te
aq – wodny roztwór tellurowodoru będący kwasem beztlenowym o dość silnych właściwościach kwasowych (pKa1 kwasu tellurowodorowego ma wartość 2,6 i jest porównywalne z pKa1 2,16 dla kwasu fosforowego). Reaguje z metalami tworząc sole – tellurki.

## Otrzymywanie
Kwas tellurowodorowy można otrzymać przez rozpuszczenie w wodzie tellurowodoru lub w wyniku rozkładu tellurków rozcieńczonymi mocnymi kwasami (np. kwasem siarkowym). Kwas tellurowodorowy tworzy się również podczas elektrolizy kwasu siarkowego na katodzie tellurowej.